# Palazzo di Ra's al-Tin

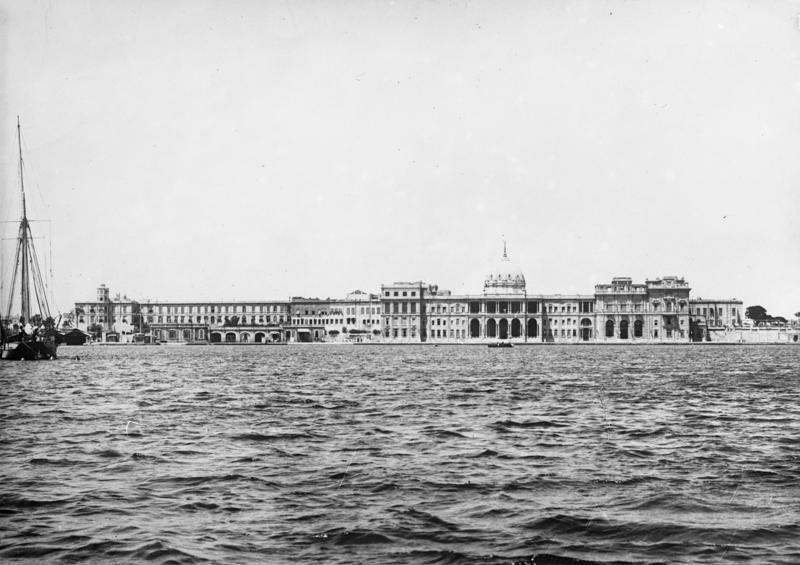
Il palazzo di Ra's al-Tin nel 1931, fotografato dal mare.

Il palazzo di Ra's al-Tin o el-Tin (in arabo قصر رأس التين‎?, Qaṣr Raʾs al-Tīn), è un palazzo reale di Alessandria d'Egitto, affacciato lungo la costa mediterranea, che fa parte delle residenze ufficiali della Presidenza egiziana.
Giuseppe Amisani fu chiamato dal Re d'Egitto per affrescare il palazzo Reale dal 1922 al 1925, trasformato a uso di Palazzo Reale e sede del Governo.
Nel palazzo nacque la principessa Fawzia d'Egitto (1921-2013), mentre suo fratello Fārūq I d'Egitto da questo stesso luogo abdicò nel 1952.

## Storia
Il palazzo di Ra'S al-Tin è il palazzo reale ottomano più antico ancora in uso. Venne costruito nel 1832 circa, per volere di Mehmet Ali Pascià. È costruito su un'ampia estensione di terreno ed è costruito in stile Fiorentino come Palazzo 'Abidin al Cairo.